# Alberte Xulio Rodríguez Feixoo
Alberte Xulio Rodríguez Feixoo, nacido en 1954 en Barcelona, es un político español de ideología nacionalista gallega. 
Estudió Derecho y se especializó en derecho comunitario europeo en Estrasburgo. Vinculado al sindicalismo nacionalista gallego trabaja como abogado laboralista en Lugo desde 1979. Hasta la VI Asamblea Nacional celebrada en Santiago de Compostela el 30 de abril de 2008 fue Secretario Nacional de Esquerda Nacionalista, uno de los partidos que conforman el Bloque Nacionalista Galego (BNG). Tras la VI Asamblea Nacional ocupa el cargo de Presidente. Fue diputado por esta formación representando a la Provincia de Lugo en el Parlamento de Galicia entre 1989 y 2005. Ha realizado declaraciones críticas con la actuación del BNG en el gobierno gallego.[cita requerida]
- Datos: Q8193422